# 斐濟蛇
斐濟蛇屬（學名：Ogmodon）是蛇亞目眼鏡蛇科下的一個單型蛇屬，屬下只有斐濟蛇（Ogmodon vitianus）一個品種，是斐濟的特有種。目前在世界自然保護聯盟瀕危物種紅色名錄中隸屬「易危」（VU）級別。

## 外部連結
- 世界自然保護聯盟瀕危物種紅色名錄：斐濟蛇 （页面存档备份，存于）